# Zwartkraaggaai
De zwartkraaggaai (Cyanolyca armillata) is een zangvogel uit de familie Corvidae (kraaien).

## Verspreiding en leefgebied
Deze soort komt voor van Venezuela tot Ecuador en telt drie ondersoorten:
- C. a. meridana: noordwestelijk Venezuela.
- C. a. armillata: oostelijk Colombia en westelijk Venezuela.
- C. a. quindiuna: van centraal Colombia tot noordelijk Ecuador.

## Status
De grootte van de populatie is niet gekwantificeerd maar de soort wordt omschreven als vrij algemeen. Op de Rode lijst van de IUCN heeft deze soort de status niet bedreigd.